# Dysart (circonscription du Parlement d'Écosse)
Pour les articles homonymes, voir Dysart (homonymie).
Dysart dans le Fife était un Burgh royal qui a élu un Commissaire au Parlement d'Écosse et à la Convention des États.
Après les Actes d'Union de 1707, Dysart, Burntisland, Kinghorn et Kirkcaldy ont formé le district de Dysart, envoyant un membre à la Chambre des communes de Grande-Bretagne.

## Liste des commissaires de burgh
- 1661–63, 1665 convention: David Symson, conseiller [1]
- 1667 convention: William Symson, baili [2]
- 1669–74: Henry Beattie, baili [3]
- 1678 convention: George Symson [4]
- 1681–82: John Reddie  le Jeune, marchand, bailli  [5]
- 1685–86, 1689 convention, 1689–90; David Chrystie [6]
- 1695–1702: Alexander Swinton [6]
- 1702–03: David Chrystie de Balsillie (mort vers 1702) [7]
- 1703–04: George Essone, marchand (mort vers 1705) [7]
- 1704–07: John Black, baili  [7]